# Juárez (gemeente in Chihuahua)
Juárez is een gemeente in de Mexicaanse deelstaat Chihuahua. De hoofdplaats van Juárez is Ciudad Juárez, de grootste stad van Chihuahua. De gemeente Juárez heeft een oppervlakte van 4853,8 km², oftewel 1.96% van de oppervlakte van de staat Chihuahua. De gemeente heeft 1.313.338 inwoners (census 2005). Naast Ciudad Juárez liggen de plaatsen San Isidro, San Agustín en Samalayuca in deze gemeente.
Juárez is genoemd naar Benito Juárez.
Ahumada · Aldama · Allende · Aquiles Serdán · Ascensión · Bachiniva · Balleza · Batopilas · Bocoyna · Buenaventura · Camargo · Carichi · Casas Grandes · Chihuahua · Chinipas · Coronado · Coyame del Sotol · Cuauhtémoc · Cusihuiriachi · Delicias · Dr. Belisario Domínguez · El Tule · Galeana · Gómez Farías · Gran Morelos · Guachochi · Guadalupe · Guadalupe y Calvo · Guazapares · Guerrero · Hidalgo del Parral · Huejotitán · Ignacio Zaragoza · Janos · Jiménez · Juárez · Julimes · La Cruz · López · Madera · Maguarichi · Manuel Benavides · Matachi · Matamoros · Meoqui · Morelos · Moris · Namiquipa · Nonoava · Nuevo Casas Grandes · Ocampo · Ojinaga · Praxedis G. Guerrero · Riva Palacio · Rosales · Rosario · San Francisco de Borja · San Francisco de Conchos · San Francisco del Oro · Santa Bárbara · Santa Isabel · Satevo · Saucillo · Temósachi · Urique · Uruachi · Valle de Zaragoza
- Gemeinsame Normdatei: 1117835502
- Library of Congress Control Number: n80159704
- Nationale Bibliotheek van Israël: 987007564296505171
- Virtual International Authority File: 124338904